# Уйсьце-Варты (национальный парк)
Уйсьце-Варты (пол. Park Narodowy Ujście Warty) — один из 23 национальных парков Польши. Был создан 19 июня 2001 года, что делает его самым молодым парком страны. Расположен в Любушском воеводстве, в нижнем течении реки Варта, недалеко от её впадения в Одру, которая является польско-германской границей. Площадь парка составляет 80,38 км².
Главная река, Варта, делится здесь на 2 рукава. На юге парка ежегодные изменения уровня воды достигают 4 метров, из-за чего образуются сезонные озёра. В северной части расположено несколько каналов, отделённых от Варты дамбами. Это одна из немногих речных долин Европы, не пострадавшая от изменений, сделанных людьми. Территория парка — одно из главных пристанищ птиц в Польше (245 видов). Кроме того, здесь обитает 34 вида млекопитающих, включая выдр и обыкновенных бобров.